# Lodève
Lodève – miejscowość i gmina we Francji, w regionie Oksytania, w departamencie Hérault.
Według danych na rok 1990 gminę zamieszkiwały 7602 osoby, a gęstość zaludnienia wynosiła 328 osób/km² (wśród 1545 gmin Langwedocji-Roussillon Lodève plasuje się na 28. miejscu pod względem liczby ludności, natomiast pod względem powierzchni na miejscu 310.).

## Bibliografia

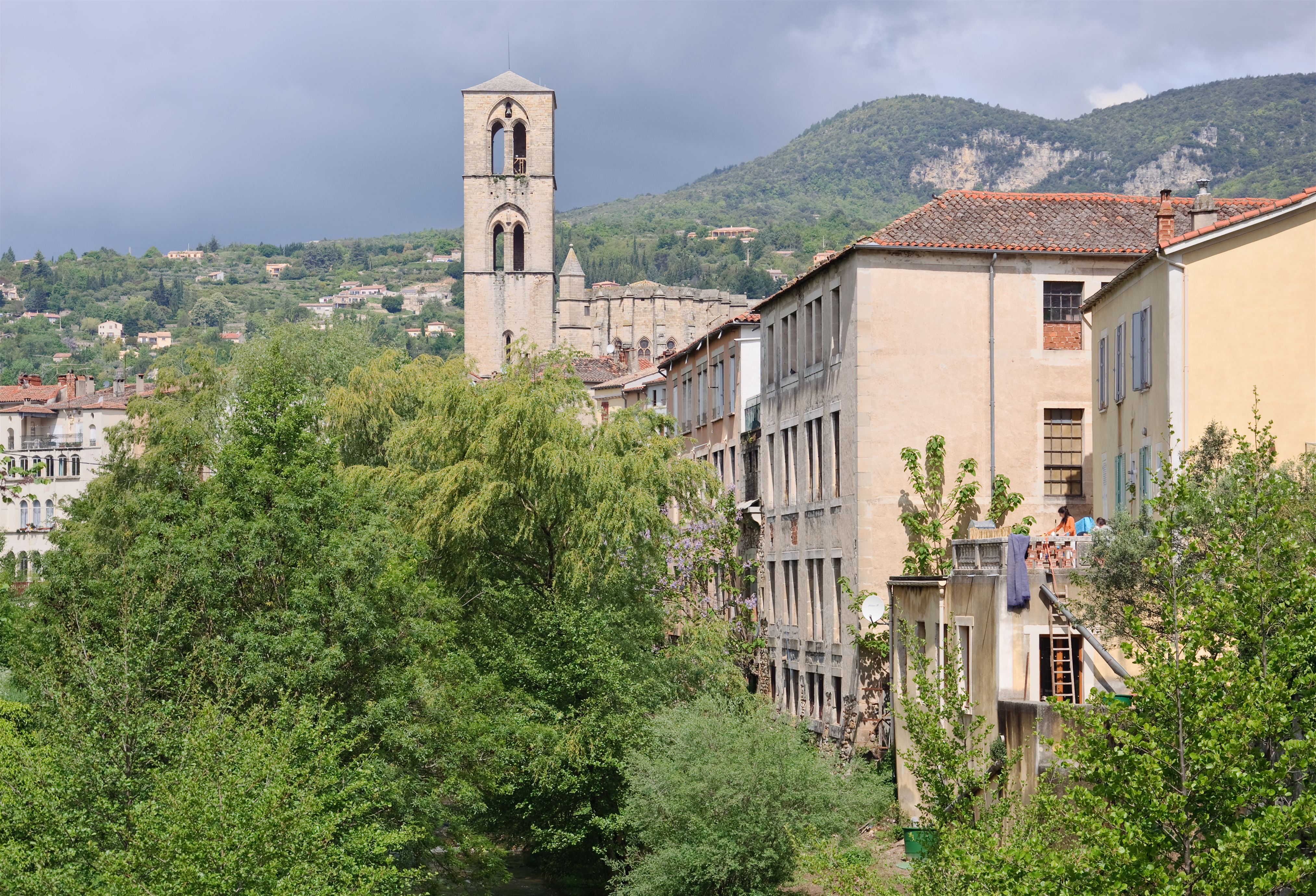
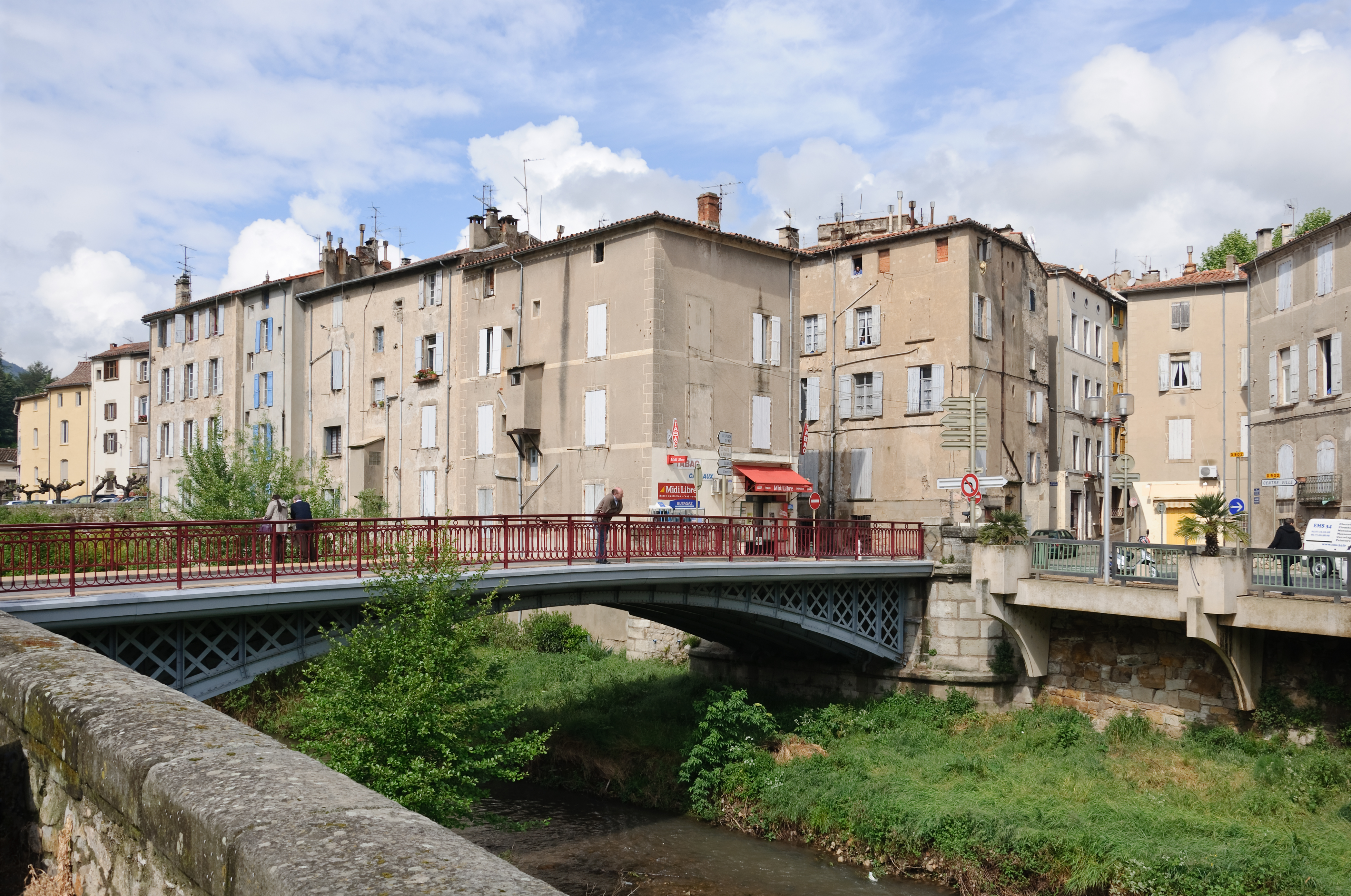
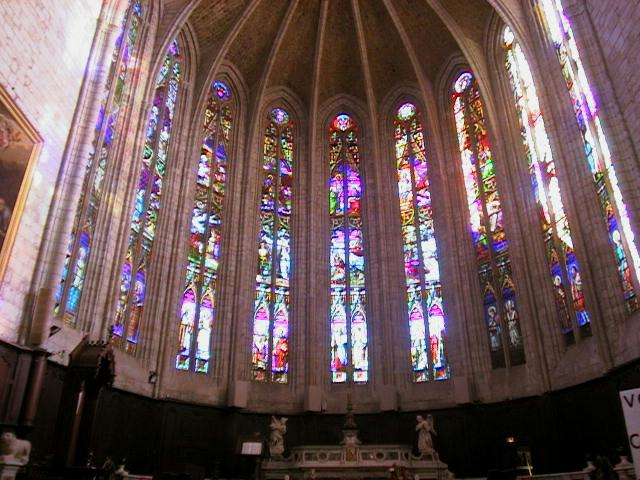
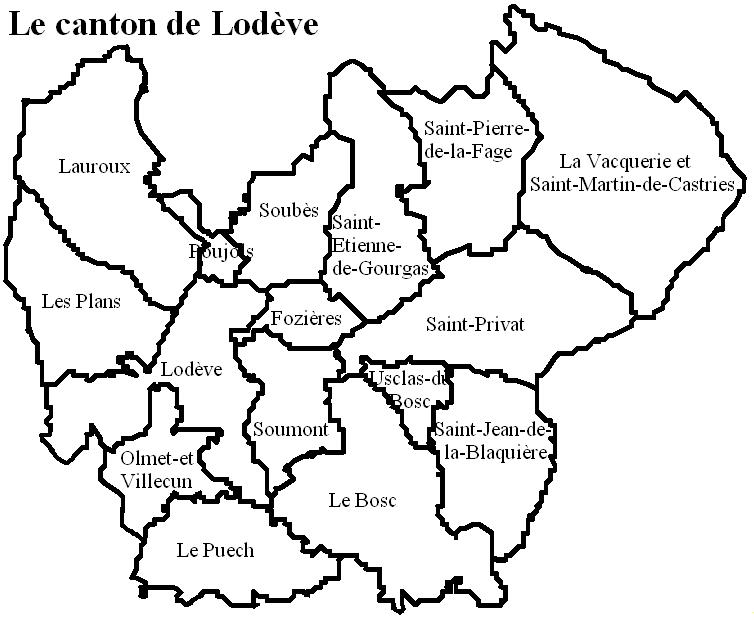